# زابینه بیشوف
زابینه بیشوف (انگلیسی: Sabine Bischoff; ۲۱ مهٔ ۱۹۵۸ – ۶ مارس ۲۰۱۳) شمشیرباز اهل آلمان بود.
وی در مسابقات کشوری و بین‌المللی در مجموع برندهٔ ۲ مدال طلا، ۳ مدال نقره، ۳ مدال برنز شده‌است.